# Fulco Lanchester
Fulco Lanchester (Udine, 18 giugno 1950) è un costituzionalista e saggista italiano.

## Biografia
Professore emerito di Diritto costituzionale italiano e comparato nell'Università di Roma "La Sapienza", i suoi interessi sono prevalentemente indirizzati sui temi della rappresentanza politica, dei sistemi elettorali, delle forme di Stato e di governo, della storia costituzionale e del pensiero giuridico italiano e tedesco.
È stato preside della Facoltà di Scienze politiche dal 1999 al 2008, pro-rettore dell'Università di Roma "La Sapienza" dal 2009 al 2010, direttore del Dipartimento di Teoria dello Stato dal 1993 al 1999 e nel 2011, direttore del Dipartimento di Scienze politiche dal 2012 al 2015. Ha coordinato il Dottorato di ricerca in Teoria dello Stato dal 1992 al 2011 e poi quello in Diritto pubblico,comparato e internazionale dal 2011 al 2017.
Dal 1996 al 2010 è stato coordinatore generale della rivista "Nomos-Le attualità nel diritto" (edita dall'Istituto Poligrafico dello Stato), di cui  -dal 2012- è attualmente direttore responsabile.
Dirige la collana Archivio di storia costituzionale e di teoria della costituzione presso l'editore Giuffrè (Milano) e i Quaderni di Nomos presso Wolters Kluwer-Cedam (Milano-Padova); è componente dei Comitati scientifici di numerose riviste tra cui: Quaderni costituzionali; Rassegna parlamentare; Revista de derecho constitucional europeo; Il politico.
Dal 1º dicembre 2010 è stato eletto tra i presidenti della "Lega per il collegio uninominale"; dal gennaio 2014 è presidente della Fondazione "Paolo Galizia-Storia e Libertà", istituita da Mario Galizia.
Il 15 giugno 2022 si è svolta, presso l’Università La Sapienza di Roma, una giornata di studi in suo onore, dal titolo Trasformazioni della rappresentanza tra crisi di regime, integrazione europea e globalizzazione( ora pubblicata sul n.2/2022 della rivista Nomos-le attualità nel diritto: https://www.nomos-leattualitaneldiritto.it/ ), nel corso della quale sono stati consegnati i due tomi degli Scritti in onore di Fulco Lanchester, a cura di G. Caravale - S. Ceccanti - L. Frosina - P. Piciacchia - A. Zei, Milano, Wolters Kluwer - Cedam, 2022.

## Opere
- Sistemi elettorali e forma di governo, Il Mulino, 1981
- Alle origini di Weimar. Il dibattito costituzionalistico tedesco tra il 1900 e il 1918, Giuffre', 1985
- Votazioni, sistema politico e riforme istituzionali, Bulzoni, 1987
- Rappresentanza, responsabilità e tecniche di espressione del suffragio, Bulzoni, 1990
- "Drafting" e procedimento legislativo in Gran Bretagna e negli Stati Uniti d'America, Bulzoni, 1990
- Momenti e figure nel diritto costituzionale in Italia e in Germania, Giuffrè, 1994
- L'innovazione istituzionale e la crisi di regime, Bulzoni, 1996
- I giuspubblicisti tra storia e politica. Personaggi e problemi nel diritto pubblico del secolo XX, Giappichelli, 1998
- Gli strumenti della democrazia. Lezioni di diritto costituzionale comparato, Giuffrè, 2004
- Pensare lo Stato. I giuspubblicisti nell'Italia unitaria, Laterza, 2004
- La rappresentanza in campo politico e le sue trasformazioni, Giuffrè, 2006
- Le costituzioni tedesche da Francoforte a Bonn. Introduzione e testi, Giuffrè, 2002 e 2009
- La costituzione tra elasticità e rottura, Giuffrè, 2011
- Le istituzioni costituzionali italiane tra globalizzazione, integrazione europea e crisi di regime, Giuffrè, 2014
- La Costituzione sotto sforzo, Wolters Kluwer, 2020
- Il costituzionalismo contemporaneo e l'incubo di Weimar, Wolters Kluwer, 2023
- La dottrina costituzionalistica dallo Stato liberale alla Repubblica, Wolters Kluwer, 2024